# Rue Adolphe-Jullien
La rue Adolphe-Jullien est une rue du 1er arrondissement de Paris.

## Situation et accès
Elle est desservie par la ligne 4 à la station Les Halles.

## Origine du nom
Elle doit son nom à Adolphe Jullien (1803-1873), ingénieur, directeur de la Compagnie des chemins de fer de l'Ouest, un des principaux promoteurs des chemins de fer en France.

## Historique
La rue a été ouverte en 1886 par la ville de Paris, pour servir d'accès à la Bourse de commerce.
Elle prend son nom en 1904.

## Bâtiments remarquables et lieux de mémoire

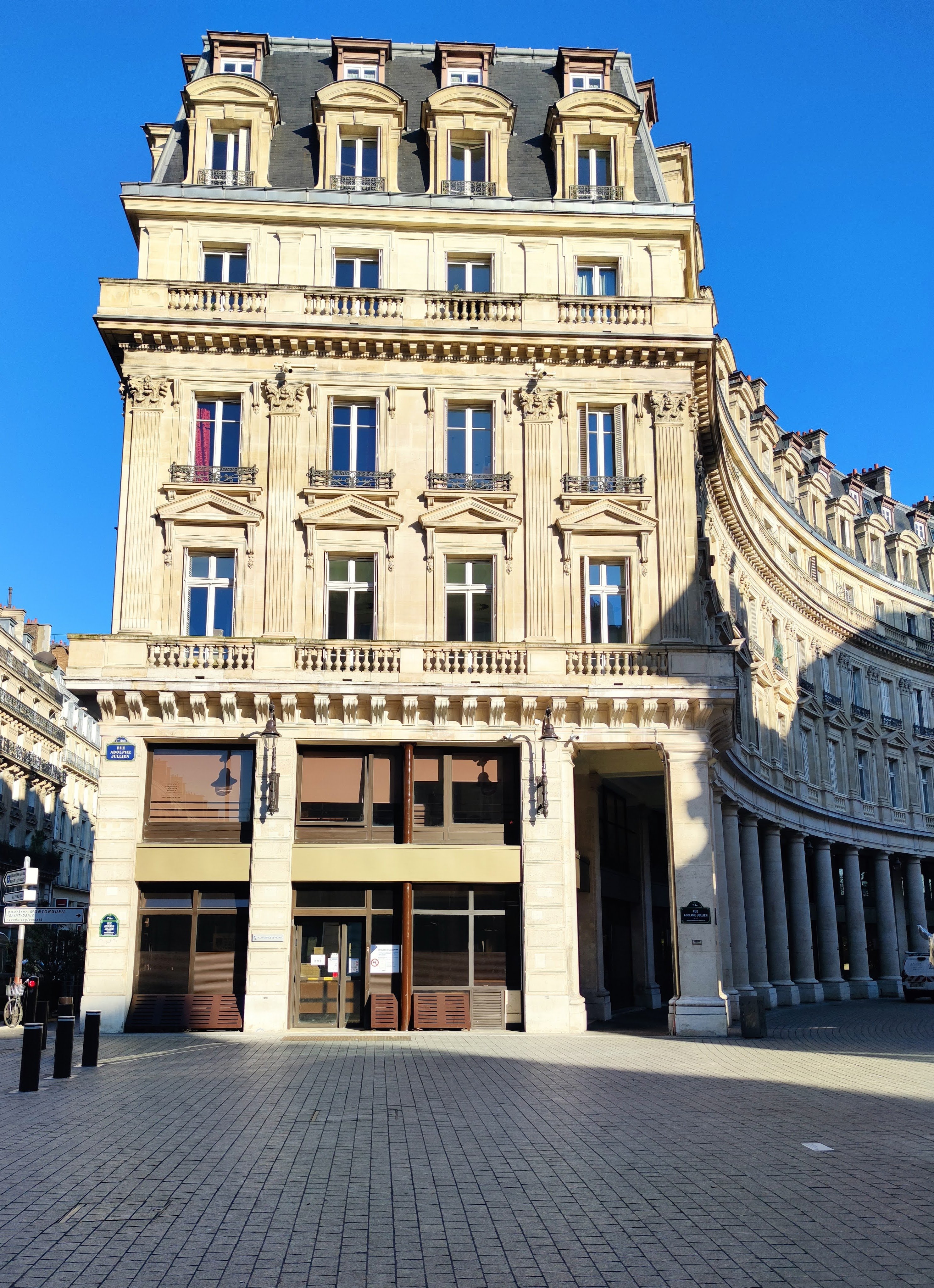
La rue, côté nord.

- Les immeubles à colonnade dont les façades, côté nord et côté sud, délimitent la rue sont en cours d’achèvement en janvier 1889, celui situé sur le côté sud est aménagé en hôtel, l’autre en maison de rapport[3].

## Pour approfondir